# منى ياماموتو
منى ياماموتو (باليابانية: 山本モナ؛ بالكانا: やまもと モナ) هي مذيعة ‏ وتارينتو ومذيعة أخبار نرويجية ويابانية، ولدت في 11 فبراير 1976 في أونوميتشي في اليابان.